# Still Alive (canción de Demi Lovato)
«Still Alive» —en español: «Todavía viva»— es una canción de la cantante y compositora estadounidense Demi Lovato. Fue lanzada como un sencillo promocional el 3 de marzo de 2023 a través de Island Records, para la banda sonora de la película de terror Scream VI (2023). La canción fue escrita por Lovato junto con Laura Veltz, y su productor Mike Shinoda. Junto a ella se lanzó un video musical dirigido por Jensen Noen.

## Antecedentes y lanzamiento
Los fanáticos comenzaron a especular sobre la posible participación de Lovato en la banda sonora de Scream VI a principios de febrero de 2023. Ella respondió en Twitter a una publicación que afirmaba el lanzamiento de «Still Alive» con un emoji de ojos, pero sin confirmar nada. La cantante insinuó el lanzamiento de la canción después de compartir un número de teléfono y un enlace que llevó a los fanáticos a un breve adelanto completo con una introducción de Ghostface (Roger L. Jackson) y un clip de audio de «Still Alive». Lovato anunció la canción, junto con su fecha de lanzamiento y la portada, en sus redes sociales el 15 de febrero. La portada muestra a Lovato con una daga que refleja la imagen de Ghostface. En un comunicado de prensa, Lovato dijo: «No podría pensar en un hogar más perfecto para 'Still Alive' que dentro del universo Scream, soy una gran fan de las películas, por lo que es un honor contribuir a una franquicia de terror tan icónica».

## Composición
"Still Alive" fue descrita por Rolling Stone y Billboard como una canción pop punk. La letra del coro, «Ya morí mil veces / Fui al infierno pero he vuelto y respiro / Hazme sangrar mientras mi corazón aún late / Sigo viva», se comparó con la sobredosis de drogas de Lovato de 2018, en el que «estuvo muy cerca de perderlo todo».

## Historial de lanzamiento
| Región | Fecha                | Formato(s)                 | Discográfica(s) | Ref.  |
| ------ | -------------------- | -------------------------- | --------------- | ----- |
| Varios | 25 de agosto de 2023 | Descarga digital streaming | Island Records  | [ 6 ] |